# Cornus (tổng)
Tổng Cornus là một tổng thuộc tỉnh Aveyron trong vùng Occitanie.
Tổng này được tổ chức xung quanh Cornus ở quận Millau. Độ cao khu vực này dao động từ 396 m (Marnhagues-et-Latour) đến 916 m (Sainte-Eulalie-de-Cernon) với độ cao trung bình 588 m.

## Hành chính
| Giai đoạn | Ủy viên            | Đảng | Tư cách                             |
| --------- | ------------------ | ---- | ----------------------------------- |
| 2008-2014 | Christophe Laborie | DVD  |                                     |
| 2001-2008 | Jean Geniez        | DVG  | Thị trưởng Sainte-Eulalie-de-Cernon |

## Các đơn vị trực thuộc
Tổng Cornus gồm 9 xã với dân số 1 571 người (điều tra dân số năm 1999, dân số không tính trùng)
| Xã                       | Dân số | Mã bưu chính | Mã insee |
| ------------------------ | ------ | ------------ | -------- |
| Le Clapier               | 65     | 12540        | 12067    |
| Cornus                   | 364    | 12540        | 12077    |
| Lapanouse-de-Cernon      | 99     | 12230        | 12122    |
| Marnhagues-et-Latour     | 132    | 12540        | 12139    |
| Fondamente               | 303    | 12540        | 12155    |
| Saint-Beaulize           | 95     | 12540        | 12212    |
| Sainte-Eulalie-de-Cernon | 221    | 12230        | 12220    |
| Saint-Jean-et-Saint-Paul | 218    | 12250        | 12232    |
| Viala-du-Pas-de-Jaux     | 74     | 12250        | 12295    |

## Biến động dân số
| 1962                                                     | 1968  | 1975  | 1982  | 1990  | 1999  |
| -------------------------------------------------------- | ----- | ----- | ----- | ----- | ----- |
| 1 774                                                    | 2 010 | 1 879 | 1 726 | 1 539 | 1 571 |
| Nombre retenu à partir de 1962 : dân số không tính trùng |       |       |       |       |       |